# نهر واتيري
نهر واتيري هو أحد روافد نهر سانتي في وسط ولاية كارولينا الجنوبية في الولايات المتحدة، والذي يتدفق إلى المحيط الأطلسي. سمي على اسم قبيلة واتيري وهي قبيلة هاجرت إلى هذه المنطقة من غرب ولاية كارولينا الشمالية. لقد عاشوا هنا حتى أوائل القرن الثامن عشر، عندما هجِّروا من قبل المستوطنين الإنجليز خلال حرب ياماسي. اندمج الناجون مع شعب كاتوبا الأكبر وانقرضوا كقبيلة.